# Sergei Michailowitsch Bogdantschikow

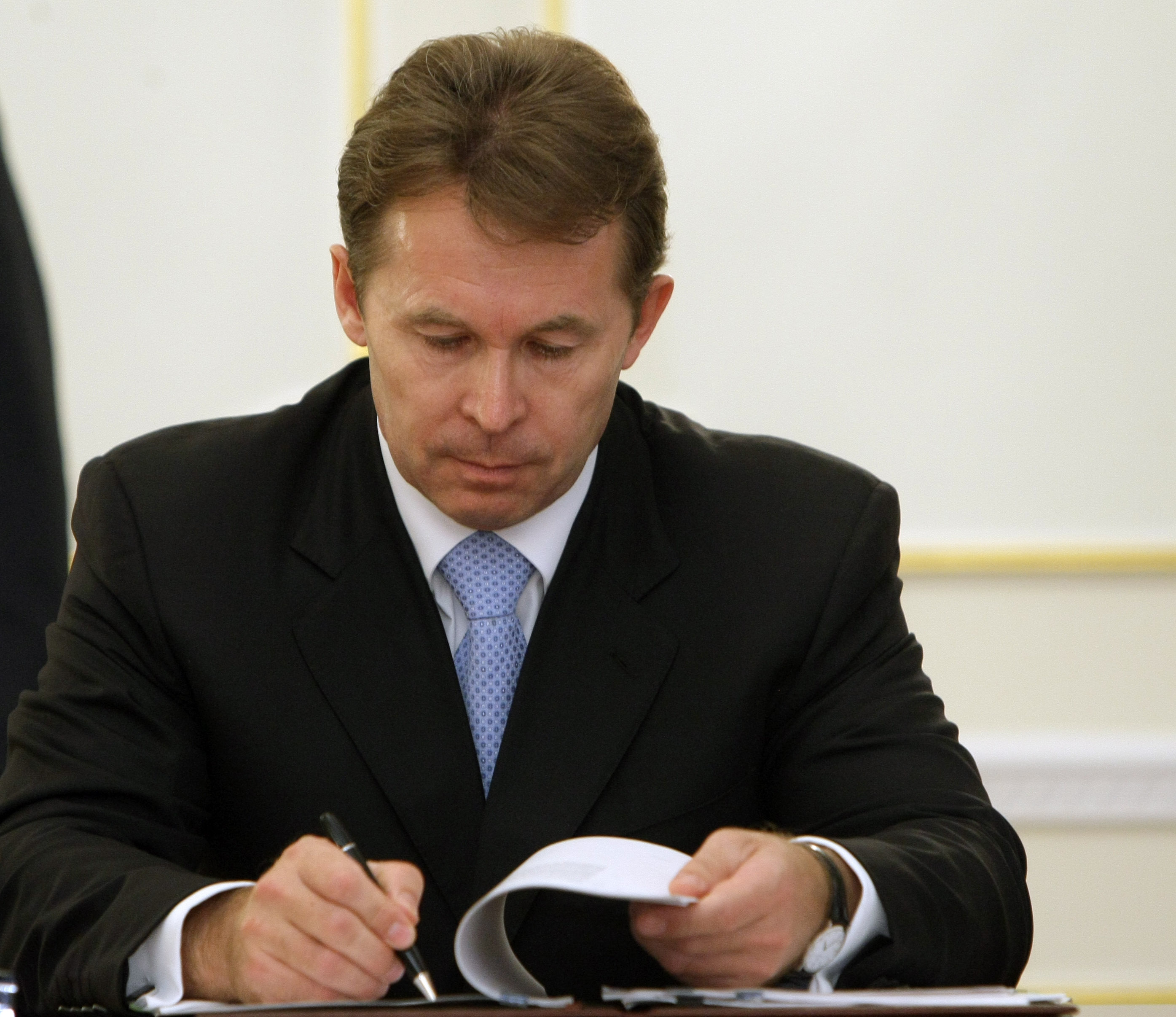
Bogdantschikow 2010

Sergei Michailowitsch Bogdantschikow (* 10. August 1957 in Bogdanowka bei Sewernoje, Oblast Orenburg; russisch Сергей Михайлович Богданчиков) ist ein russischer Manager. Von 1998 bis 2010 war er Chef des staatlichen Ölkonzerns Rosneft.
Bogdantschikow erhielt 1981 den akademischen Grad Kandidat der Wissenschaften am Ölinstitut in Ufa. 1993 stieg er zum Generaldirektor der Rosneft-Tochtergesellschaft Sachalinmorneftegas auf. 1998 wurde er zum neuen Rosneft-Chef bestimmt. Bogdantschikow sanierte den Konzern, der unter dem vormaligen Manager Alexander Putilow zu einem „Selbstbedienungsladen“ verkommen war.
2003 befand sich Rosneft mit dem Konkurrenten Jukos in einem Streit um Ölbeteiligungen. Bogdantschikow nutzte seine engen politischen Kontakte zur Regierung um die Verhaftung der Jukos-Manager Michail Chodorkowski und Platon Lebedew im Oktober 2003 zu erwirken. Rosneft erhielt in einer Auktion im Dezember 2004 Juganskneftegas, die wichtigste Ölproduktionsfirma von Jukos. Hierdurch stieg Rosneft zum drittgrößten russischen Ölkonzern auf. Eine im Jahr 2005 geplante Fusion zwischen Rosneft und Gasprom scheiterte. 2010 wurde Bogdantschikow durch Eduard Chudainatow abgelöst.